# Conte Verde
Die Conte Verde (ital. für Grüner Graf, benannt nach Amadeus VI.) war ein italienisches Linienschiff mit 18.765 BRT, das 1923 in Dienst gestellt wurde.
Sie war das Schwesterschiff der 1922 in Dienst gestellten Conte Rosso (18.017 BRT). Das Dampfschiff fuhr bis 1932 bei der Reederei Lloyd Sabaudo vor allem auf der Strecke Genua – New York. 1930 transportierte sie drei europäische Fußballnationalmannschaften zur Weltmeisterschaft in Uruguay nach Montevideo. An Bord waren die Mannschaften aus Rumänien (ab Genua), Frankreich mit dem FIFA-Präsidenten Jules Rimet (ab Villefranche-sur-Mer) sowie Belgien (ab Barcelona). In Rio de Janeiro stieg auch noch die brasilianische Auswahl zu. Außerdem reisten auf der Conte Verde der Weltpokal, die drei Schiedsrichter John Langenus, Henri Christophe und Thomas Balvay sowie der russische Sänger Fjodor Schaljapin auf dem Schiff von Europa nach Südamerika. Die vierte europäische Mannschaft, Jugoslawien, reiste nicht mit der Conte Verde, sondern ab Marseille mit der Florida.
Ab 1932 bediente die Conte Verde für Lloyd Triestino die Strecke Triest – Shanghai. Diese Route entwickelte sich ab 1938 zu einer der Hauptfluchtrouten von deutschen und österreichischen Juden nach Shanghai, da dort keine Auswanderungsvisa vorgeschrieben waren. Im Zweiten Weltkrieg lag die Conte Verde zunächst in Shanghai fest und wurde 1942 von der japanischen Regierung gechartert. Vom 30. Juni bis 23. Juli 1942 transportierte das Schiff im Auftrag der Japaner von Shanghai 639 amerikanische Zivilinternierte, die ausgetauscht wurden. Nach dem Waffenstillstand zwischen Alliierten und Italien wurde die Conte Verde von der italienischen Besatzung versenkt. Die Japaner bargen das Schiff und reparierten es; ab 1943 setzten sie es unter dem Namen Kotobuki Maru als Kriegsschiff ein. 1944 wurde das Schiff bei einem US-amerikanischen Luftangriff vor Kyōto versenkt.